# Gina Manès
Gina Manès (7 de abril de 1893 — 6 de setembro de 1989) foi uma atriz de cinema francesa.
Ela apareceu no filme mudo Cœur fidèle (1923), dirigido por Jean Epstein, e interpretou o papel-título no filme Thérèse Raquin (1928), dirigido por Jacques Feyder.
Uma longa carreira e linha de vida, Manès atuou em cerca de 90 filmes entre 1903 e 1971, que mede cerca de 8 décadas e 68 anos.

## Filmografia selecionada
- Napoléon (1927)
- Die Todesschleife (1928)
- Die Heilige und ihr Narr (1928)
- Thérèse Raquin (1928)
- Quartier Latin (1929)
- Mollenard (1938)